# Rosa Weber
Rosa Maria Pires Weber (Porto Alegre, 2 de octubre de 1948) es una magistrada brasileña, exministra y expresidenta del Supremo Tribunal Federal (STF), expresidenta del Tribunal Superior Electoral (TSE) y exministra del Tribunal Superior del Trabajo (TST).

## Formación y actividad académica
Rosa Weber fue aprobada en primer lugar en el vestibular para el curso de Derecho en la Facultad de Derecho de la Universidad Federal del Río Grande del Sur en 1967. Concluyó el curso en 1971, también en primer lugar y recibiendo la "láurea acadêmica Prof. Brochado da Rocha". En la misma universidad, realizó curso de extensión universitaria de Preparación a la Magistratura, en 1972, y de Proceso del Trabajo, en 1974. Fue profesora en la Universidad de Derecho de la Pontificia Universidad Católica del Río Grande del Sur entre 1989 y 1990.

## Inicio de la carrera
Desempeñó las funciones de auxiliar de protocolo de la Inspetoria Seccional del Ministerio de la Educación, en la ciudad de Porto Alegre, en 1968; asistente superior de la Secretaría de la Administración del Estado del Río Grande del Sur, de 1974 a 1975; y auditora-fiscal del trabajo de la Comisaría Regional del Trabajo del Estado del Río Grande del Sur, de 1975 a 1976.

## Magistratura del Trabajo
Ingresó en la magistratura en 1976, por concurso, como jueza del trabajo sustituta. En 1991, fue promovida para el segundo grado de jurisdicción, haciéndose desembargadora del Tribunal Regional del Trabajo de la 4.ª Región. Ocupó diversos cargos administrativos hasta alcanzar la presidencia de eso tribunal, ejercida entre 2001 y 2003.
En 2005, fue indicada por el presidente Luiz Inácio Lula de Silva para el cargo de ministra del Tribunal Superior del Trabajo, a partir de lista triple votada por los integrantes del propio tribunal, para vacante destinada a juez de carrera. Después de sabatina, su nombre fue aprobado en el plenario de Senado Federal por 44 votos a favor y 7 contrarios. La posesión en el TST ocurrió en 21 de febrero de 2006.

## Supremo Tribunal Federal
En 8 de noviembre de 2011 fue indicada formalmente pela presidente Dilma Rousseff para la vacante dejada por la jubilación de la ministra Ellen Gracie Northfleet en el Supremo Tribunal Federal (STF).
Después de sabatina en la Comisión de Constitución y Justicia, tuvo su nombre aprobado por 19 votos favorables y 3 contrarios. En 13 de diciembre el plenario de Senado ratificó la aprobación por 57 votos favorables, 14 contrarios y una abstención. Durante esa votación, dos senadores se manifestaron contra su indicación, Demóstenes Torres (que acabó siendo cassado de Senado en 11 de julio de 2012) y Pedro Taques. Afirmaron que Rosa Weber no demostró tener la exigencia constitucional de "notable saber jurídico" durante la sabatina, en razón de no haber respondido diversas preguntas formuladas por los senadores. De entre los parlamentarios que defendieron la indicación, el senador Marcelo Crivella dijo tener enxergado en la ministra una filtrada comprensión del "espíritu de la ley", el senador Pedro Simon declaró que Rosa Weber estuvo tímida y tensa durante la sabatina, pero elogió su currículo, y el senador José Pimentel afirmó que el saber jurídico de la candidata al STF ya había sido verificado en sabatina anterior, cuando Rosa Weber fuera aprobada como ministra del TST, cargo que también exige tal requisito.
Empossada en la mañana de 19 de diciembre de 2011, es la tercera mujer a integrar la Suprema Corte, habiendo sido las primeras Ellen Gracie, a quién Rosa Weber sustituyó, y Cármen Lúcia, que aún ejerce el cargo. De entre ellas, Weber es la primera magistrada de carrera.
Fue ministra del Tribunal Superior Electoral de mayo de 2016 hasta mayo de 2020, en vacante destinada a miembro del STF, asumió la presidencia de la corte electoral en 14 de agosto de 2018, dejando en 25 de mayo de 2020.

## Vida personal
Hija del doctor José Júlio Martins Weber y del ranchero Zilah Bastos Pires, es casada con Telmo Candiota de la Rosa Hijo, procurador del Estado del Río Grande del Sur jubilado, con quien tuvo dos hijos.